# روبرت نيفيل
روبرت جورج نيفيل (بالفرنسية:  Robert Georges Nivelle)‏ كان ضابط مدفعية فرنسي خدم في ثورة الملاكمين وأيضًا في الحرب العالمية الأولى.